# X264
libx264 یا x264 کتابخانه‌ای برای انکد کردن استریم‌های ویدئویی به قالب  H.264/MPEG-4 AVC  است که به صورت یک نرم‌افزار آزاد منتشر می‌شود. این کتابخانه تحت پروانه جی‌پی‌ال منتشر می‌شود. اولین بار توسط Laurent Aimar توسعه یافت، اما وقتی که او در سال ۲۰۰۴ توسط شرکت ATEME استخدام شد، توسعه این کتابخانه متوقف شد. سپس Loren Merritt توسعه کتابخانه را بر عهده گرفت. امروزه، این کتابخانه عمدتاً توسط Loren Merritt, Fiona Glaser, Steven Walters, Anton Mitrofanov, Henrik Gramner و Daniel Kang توسعه می‌یابد. این کتابخانه، هم از یک بخش رابط برنامه‌نویسی نرم‌افزار و هم از یک رابط خط فرمانی تشکیل شده که هر دو توسط برنامه‌ها مورد استفاده قرار می‌گیرند. Staxrip و MeGUI از جمله برنامه‌هایی هستند که از رابط خط فرمانی و HandBrake و FFmpeg هم از جمله برنامه‌هایی هستند که از API فراهم شده توسط این کتابخانه استفاده می‌کنند.